# Alex McEwan
Alex McEwan (* 19. Juli 1977 in Melbourne) ist ein ehemaliger australischer Shorttracker.
McEwan nahm in der Saison 2000/01 erstmals am Shorttrack-Weltcup teil und errang im folgenden Jahr bei den Olympischen Winterspielen in Salt Lake City den sechsten Platz mit der Staffel. Bei den Weltmeisterschaften 2003 in Warschau kam er auf den 22. Platz im Mehrkampf. International startete er letztmals bei den Olympischen Winterspielen 2006 in Turin, wo er den 22. Platz über 500 m belegte.